# Педро де Сан Суперан
Педро де Сан Суперан (исп. Pedro de San Superano, фр. Pierre de Saint-Superán; ум. 1402), также известный как Педро Бордо («Педро-бастард») — один из капитанов «Наваррской компании», впоследствии — князь Ахейский.

## Биография
Педро был одним из наёмников, попавших на Балканы в составе «Наваррской компании». После того как они в 1376 году взяли Дураццо, их наниматель Людовик д’Эврё (граф де Бомон-ле-Роже) скончался, и наёмники оказались предоставлены сами себе. В поисках заработка они, реорганизовавшись, отправились в Грецию; главным среди наёмников стал Майот де Кокерель, его помощниками — Берард де Варваса и Педро Бордо.
В начале 1379 года наваррцев нанял Жак де Бо, претендовавший на Ахейское княжество. Используя свой титул императора Константинополя», Жак де Бо в 1381 году назначил Майота Ахейским бальи, а Берарда и Педро сделал имперскими капитанами. Жак де Бо умер в 1383 году, не имея детей, и за Ахейю развернулась борьба между четырьмя претендентами.
Наваррская компания, оказавшись де-факто правящей силой в Ахейе, вела переговоры со всеми претендентами, а также Венецианской республикой. В 1386 году умер Майот, и Педро унаследовал его место, став фактическим правителем Ахейи. 26 июля 1387 года Педро, поддержанный как светскими, так и духовными властями на местах, заключил договор с Венецией, по которому она отказывалась от Наварино.
6 сентября 1387 года папа Урбан VI объявил, что Ахейское княжество переходит от наследников Жака де Бо Святому Престолу, и поручил управление им Паоло Фоскари, архиепископу Патрскому, который в свою очередь сделал Педро генеральным викарием.
Во время войны с Византией 4 июня 1395 года попал в плен. Выкуп за него (50 тысяч гиперперов) заплатила Венеция.
В 1396 году Педро пообещал неаполитанскому королю Владиславу 3 тысячи дукатов за титул князя Ахейского. Титул он получил, но деньги не выплатил.
Педро постоянно воевал с Морейским деспотатом и Афинским герцогством, будучи в союзе с Венецией и Османской империей. Однако когда после битвы при Никополе султан Баязид I решил покончить с христианскими государствами на территории Греции, Педро заключил союз с деспотом Мореи Феодором Палеологом. В 1399 году объединённым силам христиан удалось сдержать турецкое наступление, и папа Бонифаций IX пожаловал Педро титулы папского викария и гонфалоньера Ахейи.